# کودو

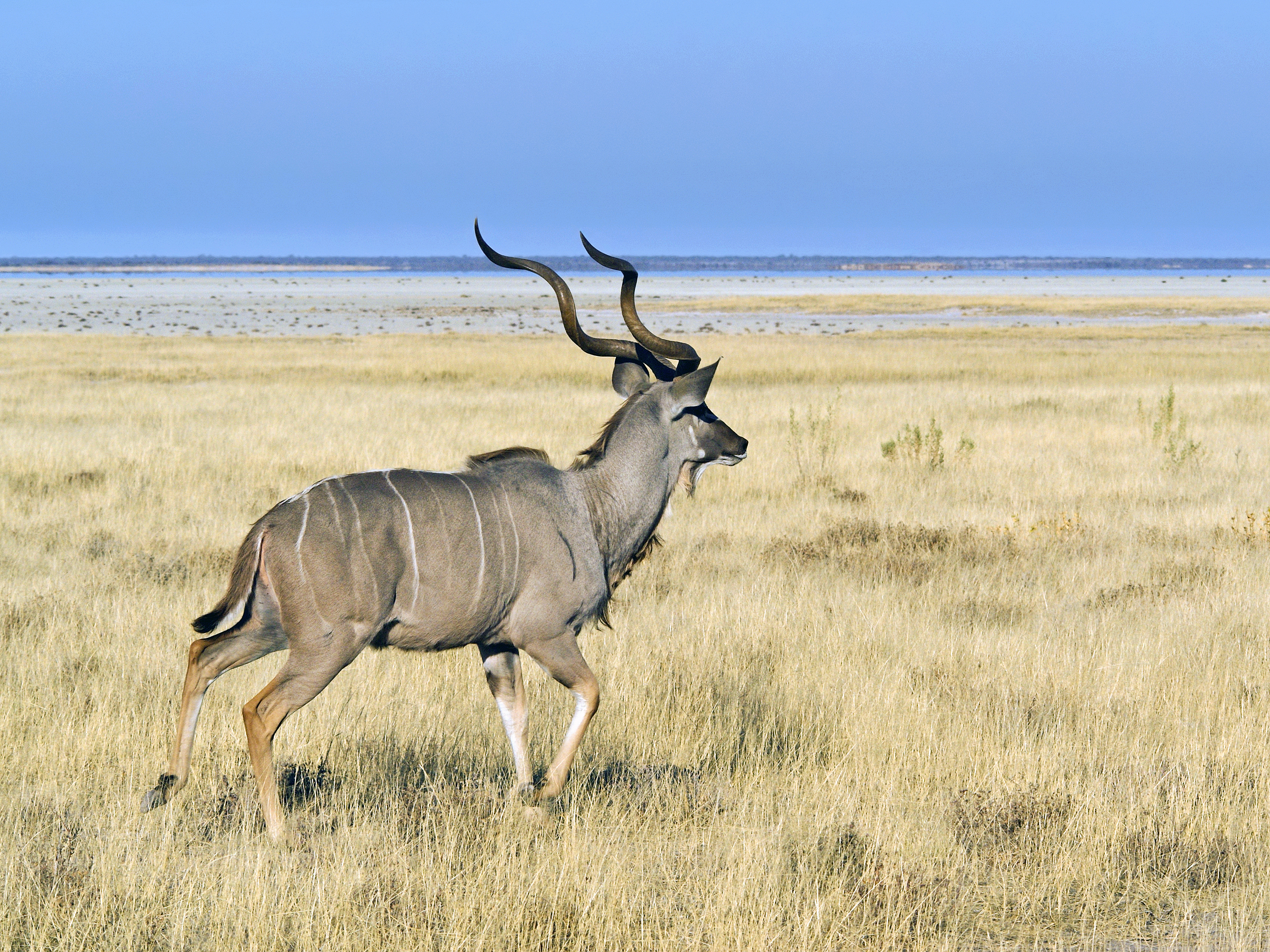
کودوی بزرگ در پارک ملی اتوشا، نامیبیا

کودو نام دو گونه از پستانداران جفت‌سم آفریقایی از تیره گاوسانان است:
- کودوی کوچک (Tragelaphus imberbis)
- کودوی بزرگ (Tragelaphus strepsiceros)

این دو گونه در دشت‌ها و ساواناهای افریقا زندگی می‌کنند و از منابع غذایی گربه‌های بزرگ و کفتار و سگ وحشی افریقایی هستند.
از شاخ این حیوان شیپوری می‌سازند. برخی انواع شوفار یهودیان از شاخ این حیوان است.